# L’Enrico
L'Enrico – epos bohaterski włoskiej poetki Lucrezii Marinelli, wydany po raz pierwszy w 1635 roku. Opowiada on dzieje czwartej wyprawy krzyżowej, dowodzonej przez weneckiego dożę Enrica Dandola, która zdobyła Bizancjum.

## Charakterystyka ogólna
L'Enrico ovvero Bisanzio Acquistato (Henryk, albo Bizancjum zdobyte) jest dziełem o znacznych rozmiarach. Składa się z dwudziestu siedmiu pieśni. Tym samym zalicza się do największych utworów epickich. 

## Forma
L'Enrico został napisany oktawą, czyli strofą ośmiowersową rymowaną abababcc, będącą formą typową dla włoskiej epiki okresu renesansu i baroku. Strofa ta była wówczas powszechnie wykorzystywana przez poetów włoskich, a za ich przykładem również hiszpańskich i portugalskich, w eposach i poematach. Po mistrzowsku posługiwali się nią między innymi Luigi Pulci, Matteo Maria Boiardo, Ludovico Ariosto, Torquato Tasso, Alonso de Ercilla y Zúñiga i Luís de Camões. U schyłku renesansu oktawa trafiła do Polski za sprawą Sebastiana Grabowieckiego i Piotra Kochanowskiego.

## Feminizm autorki
Lucrezia Marinella była kobietą niezależną, która próbowała współzawodniczyć z mężczyznami w dziedzinie dotąd dla nich zastrzeżonej, mianowicie wielkiej epiki bohaterskiej. Jakkolwiek tematem eposu są orężne czyny weneckiego dowódcy, poetka równoważy jego dokonania, kreując pełnowymiarowe postacie kobiece.

## Przekład
L'Enrico był utworem szerzej nieznanym światowej publiczności. Ten stan zmienił się wraz z opublikowaniem przez Marię Galli Stampino prozatorskiego przekładu eposu na język angielski.